# Ansiea tuckeri
Ansiea tuckeri är en spindelart som först beskrevs av Roger de Lessert 1919.  Ansiea tuckeri ingår i släktet Ansiea och familjen krabbspindlar. Utöver nominatformen finns också underarten A. t. thomensis.